# Anopheles fuscivenosus
Anopheles fuscivenosus este o specie de țânțari din genul Anopheles, descrisă de Herbert Sefton Leeson în anul 1930. Conform Catalogue of Life specia Anopheles fuscivenosus nu are subspecii cunoscute.